# Kesklinn (Tallinn)
Kesklinn (Estisch voor ‘stadscentrum’) is een van de acht stadsdistricten (Estisch: linnaosad) van Tallinn, de hoofdstad van Estland. Het bestaat uit de oude stad (de wijk Vanalinn), met een aantal voorsteden daaromheen. Ook het eiland Aegna en het Ülemistemeer behoren tot Kesklinn.
Het stadsdistrict had 65.042 inwoners op 1 januari 2022 en beslaat een oppervlakte van 30,59 km². De bevolkingsdichtheid is dus 2.126/km². De oppervlakte is inclusief Aegna (2,9 km²) en het Ülemistemeer (9,6 km²). De ‘buren’ van het stadsdistrict zijn met de wijzers van de klok mee: de Baai van Tallinn, de stadsdistricten Pirita en Lasnamäe, de gemeente Rae en de stadsdistricten Nõmme, Kristiine en Põhja-Tallinn.
Kesklinn heeft 21 subdistricten of wijken (Estisch: asumid): Aegna, Juhkentali, Kadriorg, Kassisaba, Keldrimäe, Kitseküla, Kompassi, Luite, Maakri, Mõigu, Raua, Sadama, Sibulaküla, Südalinn, Tatari, Tõnismäe, Torupilli, Ülemistejärve, Uus Maailm, Vanalinn en Veerenni.

## Bevolking

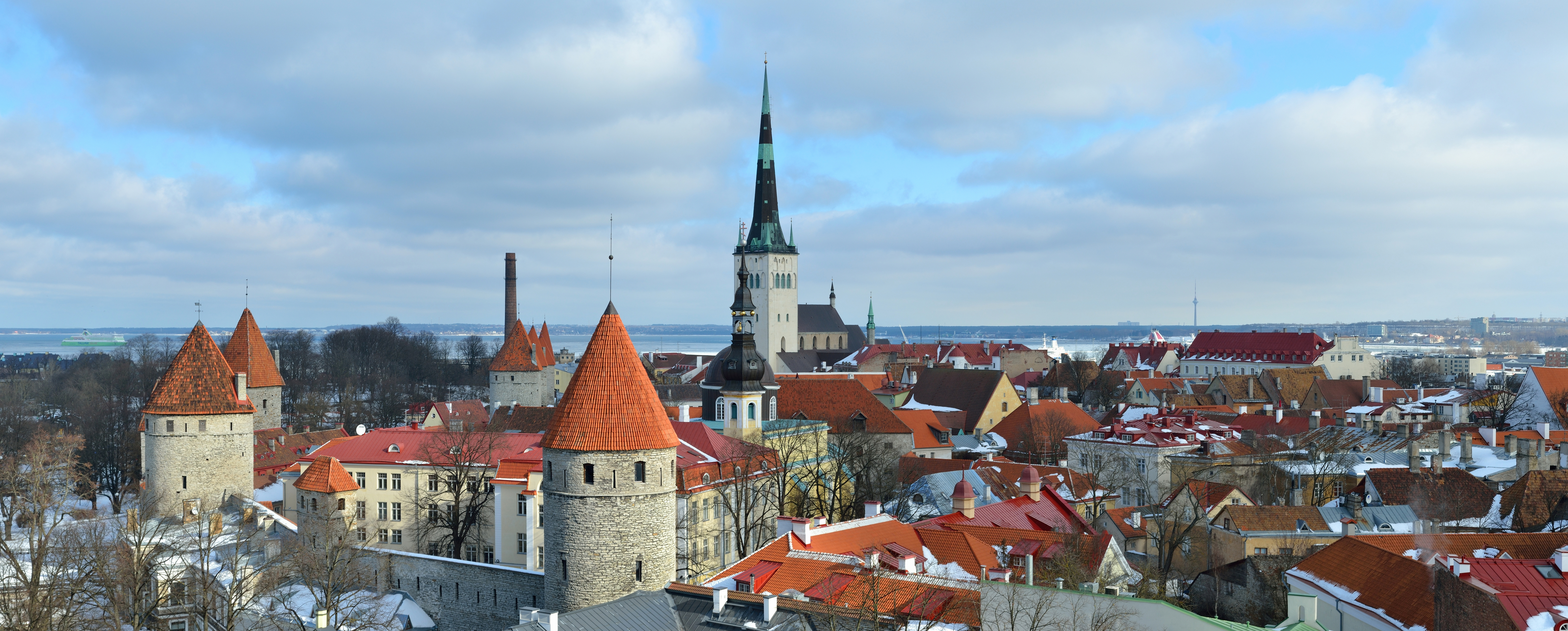
De oude stad van Tallinn, bekeken vanaf het uitzichtpunt Patkuli

Op 1 januari 2020 was 69,8% van de bevolking etnisch Est, 18,5% van de bevolking etnisch Rus, 2,2% Oekraïner en 1,6% Fin. Andere etnische groepen scoorden allemaal lager dan 1%.
Etnische afkomst en nationaliteit vallen in Estland niet samen. 77,8% van de bevolking heeft de Estische nationaliteit, 4,0% heeft de Russische nationaliteit en 2,5% is stateloos. Opvallend hoog is het aantal mensen met de Finse nationaliteit: 3,9%.

## Bijzonderheden van enkele wijken
- De wijk Vanalinn is de oude stad, die op de Werelderfgoedlijst staat. Ze bestaat uit een hooggelegen gedeelte (Domberg of Toompea) en een laaggelegen gedeelte, waarin onder andere het oude raadhuis ligt. De belangrijkste toeristische attracties van Tallinn bevinden zich in deze wijk.

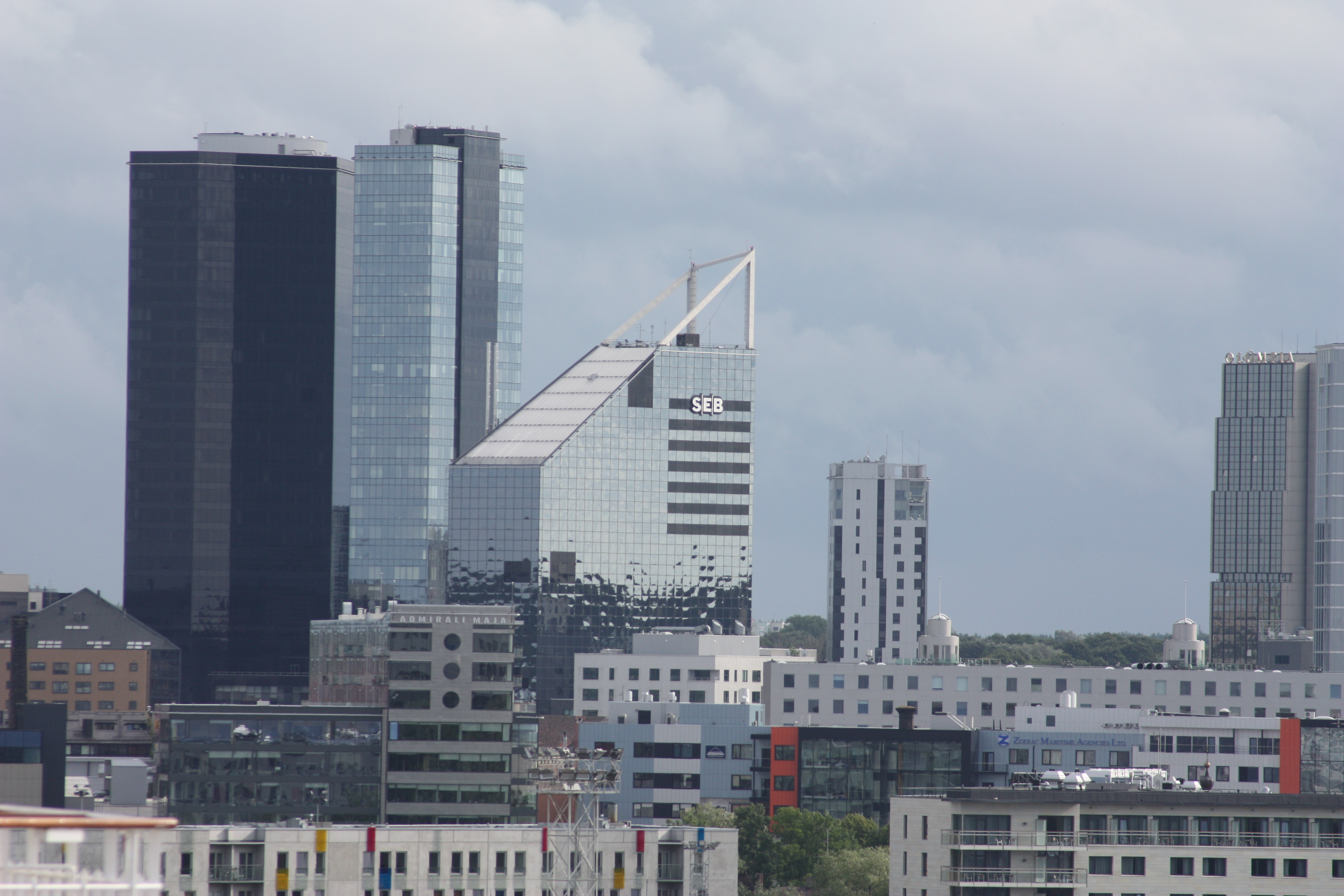
De wijk Maakri

- In de wijk Juhkentali ligt de oorlogsbegraafplaats. Sinds 8 mei 2007 staat hier de Bronzen soldaat van Tallinn.
- In de wijk Kadriorg ligt het gelijknamige paleis met daaromheen het Kadriorgpark. Hier bevindt zich ook de ambtswoning van de Estische president.
- Kassisaba is een van de oudere voorsteden. Hier treft men veel houten arbeiderswoningen aan.
- Kompassi is een zakencentrum.
- Ook Maakri is een zakencentrum, maar hier staat ook de Sint-Johanneskerk, die uit de 17e eeuw dateert.
- Sadama is het havenkwartier. Vanuit de passagiershaven (die in het Estisch Vanasadam, ‘oude haven’, wordt genoemd) vertrekken veerboten naar Helsinki, Stockholm en Sint-Petersburg. In deze wijk is de Universiteit van Tallinn gevestigd.
- In Südalinn ligt de Nationale Opera Estonia. Er is ook een groot winkelcentrum, Viru Keskus.
- In de wijk Tõnismäe bevinden zich de Nationale Bibliotheek van Estland en het nieuwe raadhuis.
- In de wijk Ülemistejärve ligt het Ülemistemeer, het drinkwaterreservoir van Tallinn.